# Syrphophilus asperatus
Syrphophilus asperatus là một loài tò vò trong họ Ichneumonidae.